# Katharine Jane Russell
Lady Katharine Jane Tait (née Russell, née le 29 décembre 1923 et morte le 26 juillet 2021) est une auteure et essayiste britannique. La fille de Bertrand Russell et de sa deuxième femme, Dora Black, est cofondatrice et membre honoraire de la Bertrand Russell Society. Elle est l'auteur de plusieurs essais sur son père, ainsi qu'un livre, Mon père, Bertrand Russell, qui a été publié en 1975.

## Travaux
- Katharine Tait, My Father, Bertrand Russell, 1996, 213 p. (ISBN 978-1-85506-390-7)